# Cerradomys vivoi
Cerradomys vivoi é uma espécie de roedor da família Cricetidae. Endêmica do Brasil, onde pode ser encontrada nos estados de Sergipe, Bahia e Goiás.